# Фрадков, Михаил Ефимович
Михаи́л Ефи́мович Фрадко́в (род. 1 сентября 1950, Курумоч) — российский государственный деятель, председатель Правительства России (2004—2007), директор Службы внешней разведки Российской Федерации (2007—2016), постоянный член Совета безопасности Российской Федерации (2004—2016). С 4 января 2017 года — директор Российского института стратегических исследований. 
Кандидат экономических наук. Действительный государственный советник Российской Федерации 1-го класса (2000). Полковник запаса. Полный кавалер ордена «За заслуги перед Отечеством».

## Биография
Родился 1 сентября 1950 года в селе Курумоч Красноярского района Куйбышевской области. Обучался в Москве в школе, ныне являющейся школой № 710 РАО.
В 1972 году окончил с красным дипломом Московский станкоинструментальный институт по специальности «инженер-механик». С 1973 года — сотрудник аппарата экономического советника посольства СССР в Индии. С 1975 года работал во Всесоюзном объединении «Тяжпромэкспорт».
В 1981 году окончил Всесоюзную академию внешней торговли. С 1984 года — заместитель начальника Главного управления поставок Госкомитета СССР по экономическим связям. С 1988 года — заместитель начальника, первый заместитель начальника Главного управления координации и регулирования внешних экономических операций Министерства внешнеэкономических связей СССР.
С 1991 года — старший советник постоянного представителя России при отделении ООН и других международных организаций в Женеве, представитель России при организации «Генеральное соглашение по тарифам и торговле» (ГАТТ). С октября 1992 года — заместитель министра внешнеэкономических связей России. С октября 1993 года — первый заместитель министра внешнеэкономических связей Российской Федерации. С марта 1997 года — и. о. министра внешнеэкономических связей и торговли Российской Федерации. С апреля 1997 — министр внешнеэкономических связей и торговли Российской Федерации.
Исполнял обязанности министра в марте—апреле 1998 года до реорганизации ведомства в Министерство внешнеэкономических связей и торговли Российской Федерации. Сложил полномочия в июле 1998 года в связи ликвидацией Министерства.
В мае 1998 года избран председателем совета директоров страхового общества «Ингосстрах», с февраля 1999 года — генеральный директор компании. В мае 1999 года назначен министром торговли Российской Федерации в правительстве Сергея Степашина.
В мае 2000 года подал в отставку вместе со всеми членами Правительства Российской Федерации, 31 мая назначен первым заместителем секретаря Совета Безопасности Российской Федерации, курировал экономическую безопасность.
28 марта 2001 года назначен директором Федеральной службы налоговой полиции Российской Федерации (ФСНП России).
11 марта 2003 года ФСНП России была упразднена, а Михаил Фрадков в мае 2003 года назначен полномочным представителем России при Евросоюзе в ранге федерального министра. В этом качестве был представлен на саммите Россия — Европейский союз 31 мая 2003 года в Стрельне.
В июне 2003 года назначен также специальным представителем президента России по вопросам развития отношений с Евросоюзом.
В 2004—2007 годах занимал пост председателя Правительства Российской Федерации.

### Председатель Правительства Российской Федерации (2004—2007)
Сменив своего предшественника Михаила Касьянова в марте 2004 года, Фрадков занял пост председателя Правительства Российской Федерации.
В начале марта 2004 года Государственная дума подавляющим числом голосов дала согласие на назначение Михаила Фрадкова Председателем Правительства: «за» — фракции «Единая Россия» и ЛДПР, а также часть депутатов от «Родины», «против» — фракция КПРФ. Из непарламентских партий кандидатуру Фрадкова поддержал «Союз правых сил», отмечая его опыт работы в Правительстве на разных направлениях и международный авторитет, благодаря деятельности на посту Полпреда России при Евросоюзе.
По мнению многих аналитиков, был так называемым «техническим премьером», не проводившим самостоятельной политики. Все ключевые решения принимались Администрацией президента РФ, считает заместитель гендиректора «Центра политических технологий» Алексей Макаркин.
Деятельность правительства Фрадкова была отмечена следующими шагами:
- Административная реформа (реорганизация правительственных ведомств) (2004);
- «Монетизация социальных льгот» — замена натуральных социальных льгот денежными компенсациями, вызвала протесты в начале 2005 года (2004);
- Начало реализации проекта «Доступное и комфортное жильё — гражданам России»;
- Начало реализации Национального проекта «Здоровье»;
- Начало реализации Национального проекта «Образование»;
- Начало реформы ЖКХ, направленной на привлечение бизнеса в сферу ЖКХ, развитие жилищного строительства, в том числе ипотеки. В итоге, на момент ухода в отставку правительства, ипотеку могли себе позволить около 15 % россиян, коммерческие структуры не стали активно работать в секторе ЖКХ[10];
- Внедрение системы ЕГАИС (N 102-ФЗ от 21 июля 2005), предназначенной для автоматизации государственного контроля над объёмом производства и оборота этилового спирта, алкогольной и спиртосодержащей продукции. Внедрение сопровождалось техническими неполадками, вызвавшими алкогольный кризис в первой половине 2006 года[10];

14 ноября 2005 года Владимир Путин ввёл две новые должности в правительстве, тем самым ещё более урезав полномочия премьера. Руководитель Администрации президента Российской Федерации Дмитрий Медведев стал первым заместителем председателя, отвечающим за реализацию так называемых приоритетных национальных проектов, а министр обороны Российской Федерации Сергей Иванов — заместителем председателя, курирующим оборону и оборонно-промышленный комплекс.
В 2006 году получил доход в размере 2,59 млн рублей, увеличив доход по отношению к 2005 году (1,8 миллиона) на 44 %.
12 сентября 2007 года на встрече с президентом Российской Федерации обратился к нему с просьбой об отставке Правительства, мотивируя её следующим образом:

Понимая, вот, происходящие политические процессы сегодня, я бы хотел, чтобы у вас была полная свобода в выборе решений, включая кадровые. И, я думаю, что правильно было бы, с моей стороны, выйти с инициативой освободить должность председателя правительства для того, чтобы у вас не было никаких ограничений в принятии решений и устраивания, вот, властной конфигурации, в связи с предстоящими политическими событиями.

Президент принял отставку правительства и поблагодарил Фрадкова за достигнутые результаты в работе. Путин отметил такие достижения правительства, как хорошие темпы роста экономики, снижение инфляции, рост реальных доходов населения, начало осуществления крупных социальных проектов. При этом президент предложил Фрадкову исполнять обязанности председателя правительства вплоть до одобрения Госдумой кандидатуры нового премьера.
По опросу Фонда общественного мнения, проведённому после отставки Фрадкова с поста председателя Правительства, большинство россиян не смогли назвать никаких достижений (80 %) или неудач (75 %) в деятельности бывшего председателя правительства на своём посту. Ещё в ноябре 2005 года британские эксперты предсказывали уход Михаила Фрадкова с должности председателя правительства.

### Дальнейшая карьера
С 9 октября 2007 года — директор Службы внешней разведки Российской Федерации. Был назначен на эту должность президентом Путиным вместо Сергея Лебедева, ставшего исполнительным секретарём СНГ.
22 сентября 2016 года президент России предложил занять должность руководителя Службы внешней разведки С. Е. Нарышкину. М. Е. Фрадкову предложено перейти на работу в ОАО «РЖД» на должность председателя совета директоров, однако назначение не состоялось. Освобождён от должности директора СВР России в связи с выходом на пенсию и выведен из состава Совета безопасности Российской Федерации с 5 октября 2016 года.
Указом президента России № 584 от 2 ноября 2016 года назначен директором ФГНБУ «Российский институт стратегических исследований» с 4 января 2017 года вместо Л. П. Решетникова. Также Фрадков возглавляет Совет директоров концерна «Алмаз-Антей».

## Санкции
25 июля 2014 года внесен в санкционный список всех стран Евросоюза за «активную поддержку сепаратистских действий или политик».
6 апреля 2018 года включён в санкционный «Кремлёвский список» США в числе 17 чиновников и 7 бизнесменов из России, приближённых к В. Путину.
Также находится в санкционных списках Великобритании, Канады, Австралии, Украины и Швейцарии.

## Семья
Отец Михаила Фрадкова — еврей, мать — русская.
Женат. Супруга Елена Олеговна по образованию экономист, ранее работала ведущим специалистом по маркетингу Центра международной торговли, сейчас занимается домашним хозяйством. Имеет двоих сыновей:
- Старший сын, Пётр Фрадков (род. 1978) — председатель ПАО «Промсвязьбанк», ранее генеральный директор АО «Российский экспортный центр» и первый заместитель председателя — член правления Внешэкономбанка[33]. Женат, есть дочь[34].
- Младший сын, Павел Фрадков (род. 1981), окончил Московское Суворовское военное училище, Академию ФСБ. Дипломатическую академию МИД (факультет мировой экономики). В 2005 году принят в департамент общеевропейского сотрудничества МИД России на должность третьего секретаря[35]. В соответствии с приказом министра экономического развития РФ № 2076-л от 27 августа 2012 года назначен заместителем руководителя Федерального агентства по управлению государственным имуществом[36][37]. Указом Президента РФ от 21 мая 2015 года № 256 назначен заместителем управляющего делами Президента РФ[38]. Женат, есть сын и дочь[39]. С 2021 года — первый заместитель управляющего делами Президента РФ. С 17 июня 2024 года — заместитель Министра обороны РФ. Генерал-майор (2024). Награждён орденом Почёта.

## Доходы
За 2011 год Михаил Фрадков официально заработал 5,2 миллиона рублей, причём за год до этого его доходы были гораздо выше и равнялись 7,1 миллиону рублей в год, что в обоих случаях значительно превышало аналогичный доход президента Медведева.
В 2014 году официальные доходы Фрадкова составили 22,1 миллиона рублей. В его собственности также находился земельный участок площадью 1,003 га, дача площадью 301,7 м², квартира площадью 587,6 м² и два машиноместа.

## Увлечения
Болеет за московский футбольный клуб «Спартак».

## Награды
- Орден Святого Георгия IV степени (2016 год)[44]
- Орден Александра Невского[45]
- Орден «За заслуги перед Отечеством» I степени (12 сентября 2007) — за выдающийся вклад в реализацию социально-экономической политики государства[46][47][48]
- Орден «За заслуги перед Отечеством» II степени (1 сентября 2005) — за большой личный вклад в проведение государственной экономической политики и многолетнюю добросовестную работу[48][49]
- Орден Мужества (2022)
- Орден Почёта[48]
- Медаль «В память 850-летия Москвы»[48]
- Медаль «За доблестный труд. В ознаменование 100-летия со дня рождения В. И. Ленина»[48][необходимо подтверждение из более первичных источников]
- «Почетный сотрудник контрразведки России» — за укрепление связей между Министерством внешнеэкономических связей и Федеральной службой контрразведки.[50]